# Кругобайкальское восстание 1866 года

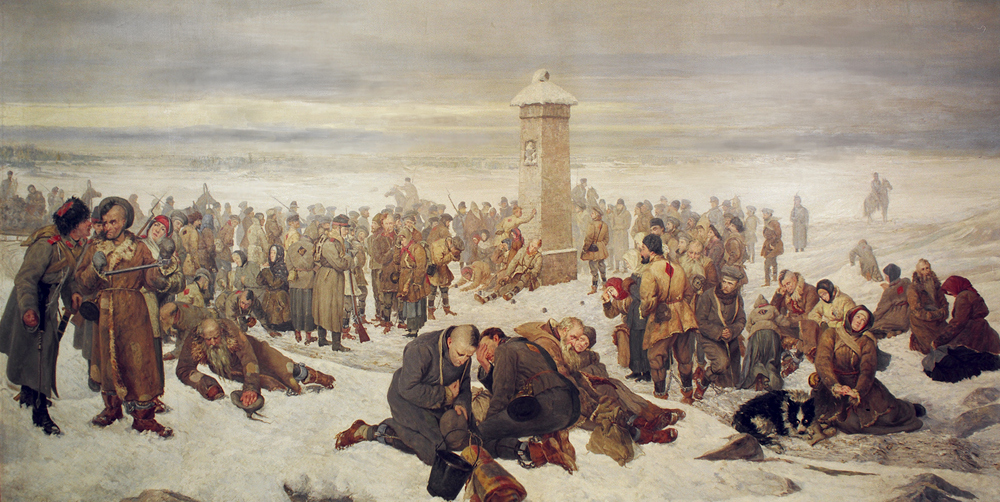
Ссылка в Сибирь. «Прощание с Европой» худ. А. Сохачевский, 1894 г.

Кругобайка́льское восста́ние 1866 года — восстание, поднятое ссыльными поляками в Прибайкалье летом 1866 года.

## Предыстория
После подавления восстания 1863—1864 годов в Польше и Северо-западном крае тысячи его участников высылались за пределы Царства Польского и западных губерний; многие — на поселение и каторгу вглубь Российской империи, в том числе в Сибирь.
В апреле 1866 года императором Александром II была объявлена амнистия польским политссыльным: значительно сокращались сроки каторги, а короткие сроки заменялись поселением.
Около 700 польских каторжников в то время работали на строительстве Кругобайкальского тракта — партиями по 50—100 человек на протяжении 200 вёрст.

## Подготовка
Летом 1866 года часть поляков, работавших на строительстве тракта, решила обезоружить конвой и пойти дальше в Забайкалье, где они хотели освободить других польских ссыльных и бежать через Монголию в Китай в надежде найти английские корабли, чтобы через Америку вернуться в Европу. Возглавляли восстание 48-летний Нарциз Целинский, бывший капитан русской армии (ранее, при Николае I, сосланный на Кавказ), и 30-летний пианист Густав Шарамович. Их помощниками были 30-летний варшавянин Владислав Котковский, сосланный по подозрению в принадлежности к «народным жандармам» и причастности к убийству полицейского агента, и 23-летний Яков Рейнер.
Идеи поднять восстание в Сибири разделяли с поляками и русские революционеры, в особенности Н. А. Серно-Соловьевич, который от имени своего кружка установил связи с поляками, но погиб на пути в Иркутск.
Поляки тайно готовили оружие и продовольствие: в возглавляемой Казимиром Арцимовичем партии каторжан, стоявшей на станции Култук, тайно выковали в кузнице несколько десятков кос (коса, торчком насаженная на древко — традиционное оружие польских повстанцев) и заготовили 20 пудов сухарей и запас соли. Было изготовлено также знамя с девизом «За нашу и вашу свободу!».

## Ход восстания
Вечером 24 июня одна из култукских партий (48 человек) напала на своих конвойных, отняла у них оружие и, захватив лошадей, отправилась дальше по тракту на почтовую станцию Амурскую, где повстанцы также разоружили охранявших её солдат, обрезали телеграфное сообщение с Иркутском и вместе с примкнувшими к ним людьми двинулась далее. По пути восставшие обрезали телеграфную связь и уничтожили ряд мостов, повсеместно запасаясь огнестрельным оружием и боеприпасами.
Далеко не все поляки, работавшие на тракте, поддержали восстание, а некоторых из них повстанцы принуждали присоединяться к ним силой.
26 июня в Иркутске стало известно о бунте. Организацией подавления восстания занимались Председатель Совета Главного Управления Восточной Сибири генерал-лейтенант К. Н. Шелашников и Начальник Окружного штаба генерал-майор Б. К. Кукель. По тревоге были подняты и брошены в погоню казаки и три отряда пехоты.
Ночью 27 июня повстанцы численностью уже от 100 до 150 человек во главе с Рейнером и Котковским пришли на станцию Лихановскую. На станции находился поручик Вессельрот фон-Керн с конвойными солдатами. Унтер-офицер Иркутского Губернского батальона Иванов, рядовые Чиканов и Зяблов, казаки Иркутского полка Скрыпченко и Григорьевым и двое крестьян из села Посольское во главе с поручиком Вессельрот фон-Керном забаррикадировались в станционном доме и отстреливались через окна. Поляки подожгли здание станции. В это время подошёл первый Иркутский отряд под командой майора Николая Рика (80 человек), переправившийся на пароходе через Байкал. Повстанцы отступили в лес с двумя ранеными.
Солдаты преследовали «сибирский легион вольных поляков» (как называли себя восставшие) до реки Быстрой, где 28 июня у моста неподалёку от станции Мишиха произошёл решающий бой, в котором поляки были разгромлены потеряв 38 человек убитыми и несколько десятков пленными из которых часть была ранена и 12 человек умерли от ран при конвоировании. После чего отдельные группы восставших рассеялись и три недели блуждали по тайге, пытаясь пробиться к границе. В бою на реке Быстрой с российской стороны погибли трое: старший адъютант Управления Начальника местных войск поручик Порохов, унтер-офицер Типугин и крестьянин села Посольское Афанасий Чулков. Получили ранения также трое: унтер-офицер Тюлькин, рядовые Баландин и Горлов. Отличились рядовые Непомнящий, Пустозёров и Ларионов, а также охотники из сёл Ильинской волости Евдоким Никонов, Карп Оверин и Иван Блинов.
Были подняты 1-я и 3-я конные бригады Забайкальского казачьего войска. Они с 1 июля патрулировали горы южнее Кругобайкальского тракта. Тункинские крестьяне и буряты присоединились к казачьему отряду войскового старшины Лисовского. Они участвовали в казачьих разъездах вдоль границы и по Тункинской долине. Крестьяне Ильинской и Итанцинской волостей собрали отряд до 500 человек. Крестьяне Посольского и ближайших деревень присоединились к отряду майора Рика и содержали пикеты вокруг Посольского. Крестьяне Тарбагатайской волости и хоринские буряты выслали в Верхнеудинск отряд из 800 человек. В Верхнеудинске был сформирован отряд из 200 человек. Селенгинская степная дума выставила отряд из 1000 человек. Отряд селенгинских бурят охранял линию от реки Удунги до Харацая протяжённостью около 150 вёрст. Из Селенгинска в Посольск была переброшена конная артиллерия под командованием подполковника Миллера.
Последовало несколько боевых стычек. Первая состоялась 9 июля в долине реки Темник. Конный отряд есаула Матвиевского ночью преодолел путь около 40 вёрст и вышел к урочищу Илигэн. Поляки захватили Бубеева из 2-го Атаганского бурятского рода и заставили его выполнять роль проводника. Бубеев знал маршрут передвижения отряда Матвиевского и вывел поляков к урочищу Илигэн. Бубеев был убит мятежниками.
14 июля в урочище Урбантуй на реке Уро отряд зауряд-хорунжего Госькова убил в рукопашном бою 10 поляков. Поляки зарезали более 60 баранов, а местных жителей собрали в одно место под вооружённой охраной. На отряд Госькова поляков вывел казак Рябов и два его сына — их заставили быть проводниками. Рябова убили.
25 июля в долине реки Темник в последней стычке остатки поляков, расстреляв все боеприпасы, сдались.
Иркутский Почётный гражданин купец 1-й гильдии Иван Степанович Хаминов бесплатно предоставил два своих парохода для перевозки войск через Байкал. В Листвянке он организовал выпечку хлеба для войск, а также поставлял в войска продовольствие. Иркутские купцы Чернядев и Терентьев организовали доставку войск по почтовым трактам. Оказывал помощь войскам крестьянин Култукского селения Дмитрий Васильевич Сороковиков.

## Суд
Военно-полевой суд над восставшими проходил в Иркутске с 29 октября по 9 ноября. Всего предстало перед судом 683 человека, из которых виновными было признано 418. Наказанию в конечном итоге были подвергнуты 326 человек: 7 «зачинщиков» были приговорены к расстрелу; 197 участников — к бессрочной каторге, а 122 восставшим был увеличен срок каторги. Генерал-губернатор Восточной Сибири М. С. Корсаков утвердил лишь 4 смертных приговора из семи: Целинскому и Шарамовичу как вожакам восстания и Рейнеру и Котковскому как «предводителям шаек», сжёгшим Лихановскую. Они были расстреляны 15 (27) ноября 1866 года в Иркутске.
По одной из версий, Корсаков запросил у Александра II разрешения помиловать приговорённых к смерти; царь такое разрешение дал, но оно опоздало: пришло по почте через месяц после казни первых четырёх приговорённых.

## Последствия
После восстания, и вероятно, благодаря ему, положение ссыльных поляков в Сибири несколько улучшилось. Известие о восстании достигло Австрии и привлекло внимание к судьбе австрийских подданных — участников польского восстания, сосланных в Сибирь; после соответствующих ходатайств некоторые из них были возвращены на родину.

## Память
- В 1867 году полковник Иван Иванович Шац построил часовни на реках Переемная (во имя Святителя и Чудотворца Николая) и Мишиха (во имя Святого Иоанна Крестителя)[4].
- В 1867 году, под свежим впечатлением от событий, польский поэт Корнель Уейский написал стихотворение «Памяти расстрелянных в Иркутске».
- В 1967 году одна из улиц Иркутска — Транспортная (до 1920-х годов — Семинарская) — была в честь этих событий переименована в улицу Польских Повстанцев и носит это название поныне[5][6].
- Недавно[когда?] иркутскими краеведами было установлено место захоронения казнённых поляков в Знаменском предместье Иркутска.